# Rodrigo Frota
Rodrigo Frota (Fortaleza, Ceará, 1984) é um artista plástico brasileiro, fotógrafo, e atleta de wakeboard profissional.
É formado em publicidade e propaganda, especializado na área de fotografia e direção de arte.

## Biografia
Viveu em vários lugares ao redor do globo, e sempre foi um atleta ativo. Iniciou no wakeboard em 2003 no Ceará, entrando para o Circuito Brasileiro de WakeBoard no ano seguinte. É competidor profissional desde 2009, e estava fora do circuito em 2007 e parte de 2008 devido a uma contusão.
Voltou em 2009, com um 3º lugar no Campeonato Sul-americano Open no Paraguai. Um dos mais fortes competidores do Brasil, Frota foi o primeiro wakeboarder do mundo a fazer wake por 45 minutos na famosa onda da Pororoca do Rio Araguari[carece de fontes?] no Amapá - considerada a maior do mundo.
Foi um dos atletas selecionados pelo COB – Comitê Olímpico Brasileiro para conduzir a Tocha Olímpica durante os Jogos Pan-Americanos de 2007 no Brasil.[carece de fontes?] Muito envolvido com o progresso do wakeboard no País, especialmente em seu estado, foi o fundador da Associação de Wakeboard Cearense.

## Principais títulos
- Campeão – 1o Campeonato da Lagoa do Uruaú 2004

- Bi-Campeão Cearense de Wakeboard 2005/2006 – AWC

- 3o Lugar  - Circuito Brasileiro 2006 – ABW - AVANÇADO

- 1o Lugar – 3a Etapa Circuito Cearense 2007 - AWC -  OPEN

- 2o Lugar – 2a Etapa Circuito Cearense 2008 - AWC - OPEN

- 3o Lugar – 3a Etapa Circuito Cearense 2008 - AWC- OPEN

- 1o Lugar – Desafio Cearense de Wakeboard 2009 - OPEN

- 3o Lugar  - South American Open 2009 (Campeonato Sulamericano) - Assunção - Paraguai - OPEN

- 1o Lugar - Etapa Classificatória de Wakeboard Ceará Extreme 2009 - AAL - OPEN

- 4o Lugar - 1a Etapa do Circuito Brasileiro 2010 - Ragga World Series - Nova Lima - MG - PRO

- 1o Lugar - 1a Etapa do Circuito Cearense 2010 - Colosso - Fortaleza - CE